# 瀬戸内市
瀬戸内市（せとうちし）は、岡山県の南東部に位置する市。

## 地理

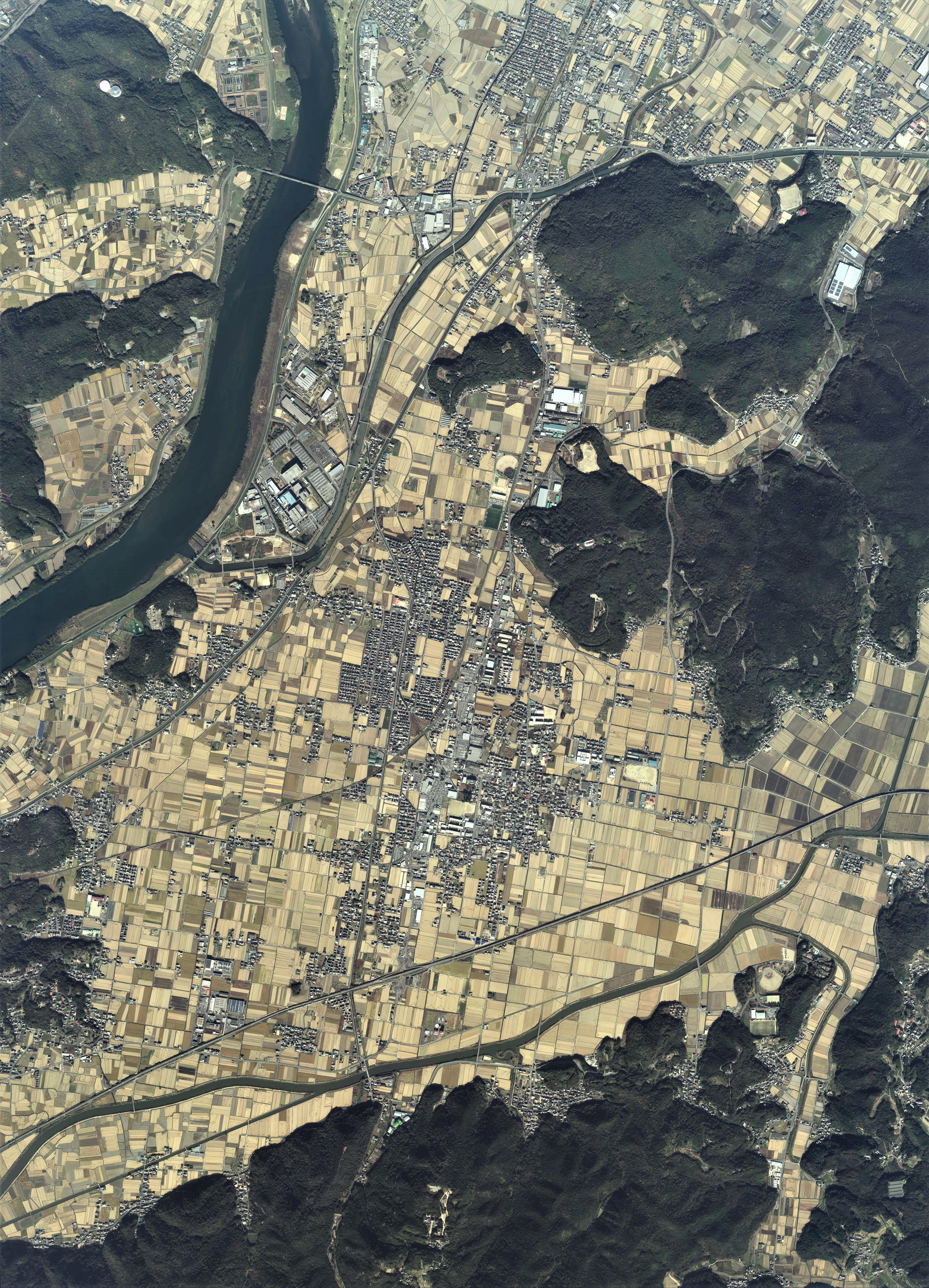
市役所の所在する邑久地区周辺の空中写真。
2016年11月16日撮影の4枚を合成作成。。

岡山県の南東部（東備地域とよばれる）に位置する。県庁所在地の岡山市の東隣であり、市内にはいくつかの住宅団地が造成され、赤穂線や国道2号を利用しての通勤通学客も多くベッドタウンとなっている。
西部は、吉井川を挟んで岡山平野の一部を成し「千町平野」（せんちょうへいや）と呼ばれる。大半は標高100mから300mの山林である。
南部・東部は瀬戸内海に面し長島や牛窓諸島の島々が点在する。特に旧牛窓町は「日本のエーゲ海」と称する多島美の景観を見せ、宿泊施設や別荘、海水浴場がある。本土と牛窓諸島の前島との間には牛窓瀬戸（唐琴の瀬戸）があり名勝となっている。海岸部は瀬戸内海国立公園の区域内に指定されている。
- 山: 西大平山(327m)、東大平山(302m)、四辻山(260m)、龍王山(223m)、玉葛山(267m)、大平山(262m)
- 河川: 吉井川、千町川、干田川、香登川、油杉川
- 島嶼: 長島、牛窓諸島（前島、黄島、黒島、青島など）[1]

### 気候
| 虫明（1991年 - 2020年）の気候      | 虫明（1991年 - 2020年）の気候 | 虫明（1991年 - 2020年）の気候 | 虫明（1991年 - 2020年）の気候 | 虫明（1991年 - 2020年）の気候 | 虫明（1991年 - 2020年）の気候 | 虫明（1991年 - 2020年）の気候 | 虫明（1991年 - 2020年）の気候 | 虫明（1991年 - 2020年）の気候 | 虫明（1991年 - 2020年）の気候 | 虫明（1991年 - 2020年）の気候 | 虫明（1991年 - 2020年）の気候 | 虫明（1991年 - 2020年）の気候 | 虫明（1991年 - 2020年）の気候 |
| 月                                 | 1月                           | 2月                           | 3月                           | 4月                           | 5月                           | 6月                           | 7月                           | 8月                           | 9月                           | 10月                          | 11月                          | 12月                          | 年                            |
| ---------------------------------- | ----------------------------- | ----------------------------- | ----------------------------- | ----------------------------- | ----------------------------- | ----------------------------- | ----------------------------- | ----------------------------- | ----------------------------- | ----------------------------- | ----------------------------- | ----------------------------- | ----------------------------- |
| 最高気温記録 °C （°F）             | 17.4 (63.3)                   | 22.0 (71.6)                   | 23.0 (73.4)                   | 27.8 (82)                     | 30.8 (87.4)                   | 34.7 (94.5)                   | 37.4 (99.3)                   | 37.3 (99.1)                   | 36.1 (97)                     | 32.1 (89.8)                   | 24.8 (76.6)                   | 20.9 (69.6)                   | 37.4 (99.3)                   |
| 平均最高気温 °C （°F）             | 9.4 (48.9)                    | 9.9 (49.8)                    | 13.2 (55.8)                   | 18.5 (65.3)                   | 23.2 (73.8)                   | 26.3 (79.3)                   | 30.2 (86.4)                   | 32.0 (89.6)                   | 28.3 (82.9)                   | 22.8 (73)                     | 17.2 (63)                     | 11.8 (53.2)                   | 20.2 (68.4)                   |
| 日平均気温 °C （°F）               | 4.2 (39.6)                    | 4.5 (40.1)                    | 7.7 (45.9)                    | 12.8 (55)                     | 17.8 (64)                     | 21.9 (71.4)                   | 25.9 (78.6)                   | 27.3 (81.1)                   | 23.5 (74.3)                   | 17.6 (63.7)                   | 11.7 (53.1)                   | 6.5 (43.7)                    | 15.1 (59.2)                   |
| 平均最低気温 °C （°F）             | −0.7 (30.7)                   | −0.6 (30.9)                   | 2.0 (35.6)                    | 7.0 (44.6)                    | 12.4 (54.3)                   | 17.8 (64)                     | 22.5 (72.5)                   | 23.7 (74.7)                   | 19.4 (66.9)                   | 12.8 (55)                     | 6.7 (44.1)                    | 1.6 (34.9)                    | 10.4 (50.7)                   |
| 最低気温記録 °C （°F）             | −6.9 (19.6)                   | −7.6 (18.3)                   | −4.6 (23.7)                   | −2.4 (27.7)                   | 2.3 (36.1)                    | 8.8 (47.8)                    | 14.9 (58.8)                   | 15.8 (60.4)                   | 7.7 (45.9)                    | 2.9 (37.2)                    | −2.3 (27.9)                   | −4.6 (23.7)                   | −7.6 (18.3)                   |
| 降水量 mm （inch）                 | 36.1 (1.421)                  | 43.8 (1.724)                  | 83.8 (3.299)                  | 88.3 (3.476)                  | 116.2 (4.575)                 | 154.2 (6.071)                 | 172.8 (6.803)                 | 98.8 (3.89)                   | 162.6 (6.402)                 | 98.0 (3.858)                  | 53.6 (2.11)                   | 43.1 (1.697)                  | 1,150.6 (45.299)              |
| 平均降水日数 （≥1.0 mm）           | 5.0                           | 6.4                           | 8.8                           | 9.0                           | 9.1                           | 11.0                          | 10.2                          | 6.6                           | 8.6                           | 7.4                           | 5.8                           | 5.3                           | 93.6                          |
| 平均月間日照時間                   | 149.6                         | 143.3                         | 177.4                         | 197.5                         | 207.9                         | 159.0                         | 186.4                         | 228.0                         | 159.3                         | 149.9                         | 146.6                         | 158.6                         | 2,059.8                       |
| 出典1：Japan Meteorological Agency |                               |                               |                               |                               |                               |                               |                               |                               |                               |                               |                               |                               |                               |
| 出典2：気象庁                      |                               |                               |                               |                               |                               |                               |                               |                               |                               |                               |                               |                               |                               |

### 隣接している自治体・行政区
- 岡山市（東区）
- 備前市

## 文化・歴史

### 刀剣
長船町の長船地区や福岡地区などは、古くから刀鍛冶が多く、刀剣が盛んに生産されており、備前長船と呼ばれ全国的に著名である。
中国山地で採集される砂鉄（赤目（あこめ））が日本刀を作るのに適していたことと、砂鉄から玉鋼（たまはがね）を作るためのタタラに必要な強い火力を生むクヌギ系の木が自生していたことなどから、この地で日本刀が多く生産されることとなった。
また、南北に流れる吉井川と、東西には山陽道があり、交通の便に恵まれていたこともあって長船の刀が多く流通することとなった。

### 備前福岡の市
吉井川と山陽道の接点地である備前福岡は、歴史教科書にも紹介される国宝一遍聖絵の中で「福岡の市」が立つ場として描かれている。鎌倉時代に定期市として始まった中世「福岡の市」は常設市へと発展し、室町時代の備前福岡は山陽道で最大級の商都として栄える。
2006年3月、現代版「備前福岡の市」が誕生。毎月第4日曜に開催している。2014年6月には100回記念フォーラムを開催。備前福岡の市が歴史的・文化的・風土的資産の掘り起こしに一定の役割を担っていることを再確認した。

### 朝鮮通信使
牛窓は江戸時代の外交使節朝鮮通信使の寄港地であった。宿泊した本蓮寺には正使らが書いた漢詩の書軸が残り、この中の岡山県指定重要文化財（歴史資料）9幅が、2018年10月31日に 世界記憶遺産 （世界の記憶）として登録された「朝鮮通信使に関する記録」に含まれた。

### 市町村合併
2004年（平成16年）11月に邑久郡の邑久町、牛窓町、長船町の3町が合併して市制を施行した。
- 市内の大字の読みは全て「あ行」で始まる(2009年7月現在)。合併時に、邑久町、牛窓町、長船町という「あ行」で始まる旧自治体名をそれぞれの管内の大字全てに冠したためである。
- 市名の最終候補は「瀬戸内」のほかに「東岡山（ひがしおかやま）」「東備（とうび）」「夢路（ゆめじ）」「あけぼの」があったが[6]、選定した合併協議会は旧地域名は使用しないという方針と、「瀬戸内海の恩恵を受け、風光明媚で温暖な、穏やかな地域をイメージできる」ことを理由とし、現在の市名となった。

### 年表
- 1952年4月1日 邑久郡邑久村、福田村、今城村、本庄村、豊原村、笠加村が合併し邑久町となる。
- 1954年1月1日 玉津村を邑久町に編入。
- 1954年10月1日 牛窓町、鹿忍町、長浜村が合併し牛窓町となる。
- 1955年3月31日 大宮村の一部を境界変更により牛窓町に編入。
- 1955年3月31日 美和村、国府村、行幸村が合併し長船町となる。
- 1958年4月1日 裳掛村を邑久町に編入。
- 2002年8月1日 邑久郡合併協議会が発足。
- 2004年3月6日 邑久町、牛窓町、長船町合併協定調印式。
- 2004年11月1日 邑久郡の邑久町、牛窓町、長船町の3町が合併し、瀬戸内市が発足。市名は公募により決定された。この合併により邑久郡は消滅した。

## 行政

### 歴代市長
| 代    | 氏名       | 就任年月日    | 退任年月日    | 備考                   |  |
| ----- | ---------- | ------------- | ------------- | ---------------------- |  |
| 初代  | 立岡脩二   | 2004年12月5日 | 2008年12月4日 | 元邑久町長             |  |
| 2代   | 島村俊一   | 2008年12月5日 | 2009年6月9日  | 健康上の理由により辞職 |  |
| 3-6代 | 武久顕也   | 2009年7月19日 | 2025年7月18日 |                        |  |
| 7代   | 黒石健太郎 | 2025年7月19日 | 現職          |                        |  |

### 組織
合併当時
- 警察は旧3町を管轄していた岡山県瀬戸内警察署（旧牛窓町にある牛窓署が2004年11月1日に改称）がそのまま担当する。
- 消防は旧3町の消防・救急を管轄していた邑久消防組合を継承した瀬戸内市消防本部が担当する。
- 病院は瀬戸内市立瀬戸内市民病院、瀬戸内市立瀬戸内市民病院牛窓分院の2つの市立病院があり、共に救急指定病院である。牛窓分院は2008年4月1日より診療所となり、入院できるのは本院のみとなる。
- 衛生で、清掃は旧長船町生活環境課や旧2町の清掃を管轄していた邑久牛窓清掃施設組合を承継した瀬戸内市環境部が担当する。屎尿は岡山市外3町衛生施設組合（現：神崎衛生施設組合）が担当する。
- 邑久本庁舎が手狭なため、福祉事務所（福祉部、こども・健康部）は長船庁舎及びゆめトピア長船（令和5年5月8日に本庁舎西棟に移転）に、教育委員会は牛窓庁舎に、水道は水道庁舎にある。

- 管轄地域
  - 市内は、市役所と2つの支所、1つの出張所に編成されている。
  - 市内の住所は「瀬戸内市」の後に、旧町村名を残している。

| 名称         | 所在地                  | 管轄地域   | 備考                           |
| ------------ | ----------------------- | ---------- | ------------------------------ |
| 瀬戸内市役所 | 瀬戸内市邑久町尾張300-1 | 旧邑久町域 | 本庁舎（旧邑久町役場）         |
| 牛窓支所     | 瀬戸内市牛窓町牛窓4911  | 旧牛窓町域 | 牛窓庁舎（旧牛窓町役場）       |
| 長船支所     | 瀬戸内市長船町土師291   | 旧長船町域 | 長船庁舎（旧長船町役場）       |
| 裳掛出張所   | 瀬戸内市邑久町虫明534-2 | 旧邑久町域 | 裳掛庁舎（旧邑久町裳掛出張所） |

## 立法
瀬戸内市議会(定数:18人）

## 経済

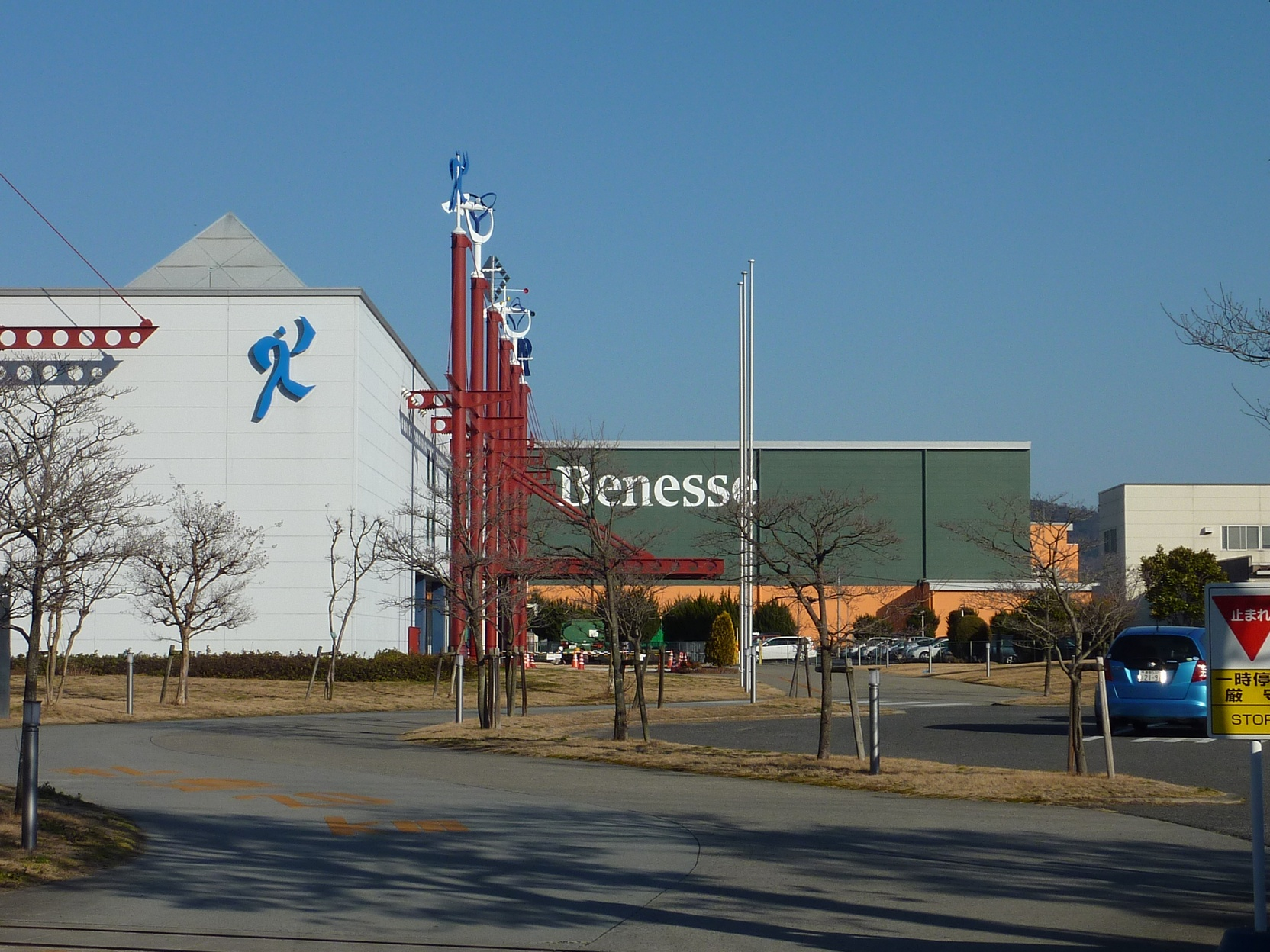
ベネッセ物流センター

### 産業
農業、漁業が主体である。

#### 農業
米、野菜（カボチャ・白菜・キャベツ等）、果実（ブドウ・モモ・スイカ等）が主要な作物である。
旧牛窓町平山地区では、三蔵農林（ミツクラ）がマッシュルームを生産しており、日本一のシェアを誇っている。オリーブの生産も盛んで、牛窓オリーブ園は小豆島オリーブ園と並び日本随一のオリーブ生産量を誇る。また、漁業では旧牛窓町と旧邑久町でカキの養殖が盛んで、特に旧邑久町虫明地区はカキの産地として著名である。
主要漁港
虫明漁港、西脇漁港、牛窓漁港、子父雁漁港

#### 工業
自治体主体の工業団地が点在している程度である。かつては錦海湾に錦海塩業が日本最大の塩田を持っていたが、近代化によって現在は工場で生産されている。広大な塩田跡地は、年に一度ヘリや飛行機のラジコン大会が開催されている。旧長船町にはベネッセコーポレーションの物流センター、旧邑久町には、吉井川沿いの広大な敷地に岡山村田製作所がある。旧牛窓町にはノート製造大手のキョクトウ・アソシエイツが拠点工場を構え、かつてはエス・イー・シーやヤンマー造船所の本社もあったが、いずれも3町合併前に移転してしまった。
主要企業と工場
ベネッセ物流センター、岡山村田製作所、三菱農機販売、多田電機岡山工場、内山工業邑久工場、キョクトウ・アソシエイツ岡山工場、日清エフディ食品、オハヨー乳業長船工場、横山製網、三蔵農林（ミツクラ）、日本オリーブなど

## 姉妹都市・提携都市

### 日本国内
姉妹都市
- 幌加内町（北海道空知総合振興局雨竜郡）
1989年(平成元年)7月 姉妹町縁組締結
- 対馬市（長崎県）
1996年(平成8年)11月 姉妹町縁組締結

### 日本国外
姉妹都市
- ミティリーニ市（ギリシャ共和国北エーゲ地方）
1982年(昭和57年)7月6日 姉妹都市提携

## 人口
| |                                          |  |
| 瀬戸内市と全国の年齢別人口分布（2005年） | 瀬戸内市の年齢・男女別人口分布（2005年） |  |
| ■紫色 ― 瀬戸内市 ■緑色 ― 日本全国 | ■青色 ― 男性 ■赤色 ― 女性                |  |
| 瀬戸内市（に相当する地域）の人口の推移 \| 1970年（昭和45年） \| 33,769人 \| \| \| 1975年（昭和50年） \| 35,866人 \| \| \| 1980年（昭和55年） \| 37,939人 \| \| \| 1985年（昭和60年） \| 38,838人 \| \| \| 1990年（平成2年） \| 38,928人 \| \| \| 1995年（平成7年） \| 39,228人 \| \| \| 2000年（平成12年） \| 39,403人 \| \| \| 2005年（平成17年） \| 39,081人 \| \| \| 2010年（平成22年） \| 37,852人 \| \| \| 2015年（平成27年） \| 36,975人 \| \| \| 2020年（令和2年） \| 36,048人 \| \| |                                          |  |
| 総務省統計局 国勢調査より |                                          |  |
| 1970年（昭和45年） | 33,769人                                 |  |
| 1975年（昭和50年） | 35,866人                                 |  |
| 1980年（昭和55年） | 37,939人                                 |  |
| 1985年（昭和60年） | 38,838人                                 |  |
| 1990年（平成2年） | 38,928人                                 |  |
| 1995年（平成7年） | 39,228人                                 |  |
| 2000年（平成12年） | 39,403人                                 |  |
| 2005年（平成17年） | 39,081人                                 |  |
| 2010年（平成22年） | 37,852人                                 |  |
| 2015年（平成27年） | 36,975人                                 |  |
| 2020年（令和2年） | 36,048人                                 |  |

## 地域

### 医療
- 瀬戸内市立瀬戸内市民病院
- 国立療養所長島愛生園
- 国立療養所邑久光明園

### 教育

#### 高等学校
- 岡山県立邑久高等学校

#### 中学校
- 瀬戸内市立牛窓中学校
- 瀬戸内市立邑久中学校
- 瀬戸内市立長船中学校

#### 小学校
- 瀬戸内市立牛窓東小学校
- 瀬戸内市立牛窓西小学校
- 瀬戸内市立牛窓北小学校
- 瀬戸内市立邑久小学校
- 瀬戸内市立今城小学校
- 瀬戸内市立裳掛小学校
- 瀬戸内市立美和小学校
- 瀬戸内市立国府小学校
- 瀬戸内市立行幸小学校

#### 幼稚園
- 瀬戸内市立牛窓東幼稚園
- 瀬戸内市立牛窓西幼稚園 (休園中）
- 瀬戸内市立牛窓北幼稚園 （休園中）
- 瀬戸内市立邑久幼稚園
- 瀬戸内市立今城幼稚園
- 瀬戸内市立玉津幼稚園 （休園中）
- 瀬戸内市立裳掛幼稚園 （休園中）
- 瀬戸内市立美和幼稚園
- 瀬戸内市立国府幼稚園
- 瀬戸内市立行幸幼稚園

#### 保育園など
- 瀬戸内市立邑久保育園
- 瀬戸内市立福田保育園
- 瀬戸内市立今城保育園
- 瀬戸内市立玉津保育園
- 瀬戸内市立長船東保育園
- 瀬戸内市立長船西保育園
- 瀬戸内市立裳掛児童館

#### その他の学校
- 国立療養所長島愛生園附属看護学校

#### その他の施設
- 瀬戸内市民図書館「もみわ広場」
- 備前長船刀剣博物館
- 瀬戸内市立美術館瀬戸内市 (setouchicitymuseumofart) - Facebook
- 保健福祉センターゆめトピア長船（福祉事務所併設）
- 瀬戸内市中央公民館
- 長船町公民館
- 牛窓町公民館
- 邑久スポーツ公園（B&G海洋センター併設）
- 長船スポーツ公園（B&G海洋センター併設）

## 交通

### 鉄道
- 西日本旅客鉄道（JR西日本）
  - 山陽新幹線（停車駅なし。相生駅- 岡山駅間で約 925m ではあるが当市（吉井川周辺）を通過している。）
  - 赤穂線：大富駅 - 邑久駅 - 長船駅

中心となる駅:邑久駅
3駅とも無人駅。日中の列車本数は1時間に1本、朝夕ラッシュ時間帯は毎時2本程度。

### バス路線
宇野バス
国道2・250号線
東備バス（両備ホールディングスの子会社）
牛窓線（尾張経由と神崎経由があり、共に西大寺バスセンターから発着。一部邑久駅から発着。）
虫明線
円張線
瀬戸内市営バス
東備バスの委託運行
牛窓〜邑久駅線（牛窓〜師楽入口〜横尾入口〜尾の村〜山田入口 夢二生家前〜瀬戸内市民病院〜邑久駅）
西脇〜邑久駅線（西脇海水浴場前〜子父雁〜千手〜野上〜上山田東〜下山田〜円張〜瀬戸内市民病院〜邑久駅）
ネイチャーワールド自動車の委託運行
美和線（長船駅〜山田〜飯井〜水落〜瀬戸内市民病院〜邑久駅）
備前市営バス（インベタクシーの委託運行）
東鶴山線（長船駅〜青石〜鶴海車庫〜久々井〜片鉄片上〜備前片上駅〜備前病院前）

### 道路

#### 一般国道
- 国道2号
- 国道250号

#### 県道
主要地方道
- 岡山県道28号岡山牛窓線
- 岡山県道39号備前牛窓線
- 岡山県道69号西大寺備前線
- 岡山県道79号佐伯長船線
- 岡山県道83号飯井宿線

一般県道
- 岡山県道222号福谷小才線
- 岡山県道223号箕輪尾張線
- 岡山県道224号瀬西大寺線
- 岡山県道225号虫明長浜線
- 岡山県道226号牛窓邑久西大寺線
- 岡山県道227号庄田敷井線
- 岡山県道228号高助西浜線
- 岡山県道229号上阿知本庄線
- 岡山県道230号上山田鹿忍線
- 岡山県道231号神崎邑久線
- 岡山県道232号鹿忍片岡神崎線
- 岡山県道235号橋詰千手線
- 岡山県道264号福里八日市線
- 岡山県道381号牛文香登本線
- 岡山ブルーライン（岡山県道397号寒河本庄岡山線） 
  - 瀬戸内インターチェンジ
  - 邑久インターチェンジ
  - 虫明インターチェンジ
  - 一本松インターチェンジ
- 岡山県道425号磯上備前線
- 岡山県道464号服部射越線
- 岡山県道465号大平山坂田線

#### 道の駅
- 一本松展望園
- 黒井山グリーンパーク

### 港湾
- 牛窓港
- 鹿忍港

#### 航路
前島フェリー（牛窓港～前島間の渡船）

## 通信

### 市外局番
市外局番は、以下の3つの区域で分かれている。
1. 長船町長船：0869（60～89、92、93）（備前MA）
2. 邑久町（福山、大富、北島及び向山）：086（200～299、362～365、367～369、722～724、726、728、737、738、800～809、890～909、940～949、952、953、959）（岡山MA）
3. 上記1、2を除く区域：0869（20～29、34）（邑久MA）

1、3の市外局番は同一だが、相互通話するときは市外局番が必要である。
- 邑久MA
  - NTT西日本
    - 邑久収容局（邑久町西部） 22、24（0～3千番台）
    - 邑久虫明収容局（邑久町東部） 25（0～2、5～9千番台）
    - 長船収容局（長船町） 24（4～6千番台）、26（0～6、8～9千番台）
    - 牛窓収容局（牛窓町） 34

  - その他
    - エネルギア・コミュニケーションズ 29
    - KDDI 21、27
    - ソフトバンクテレコム 20、28

  - 空き番号 23
- 岡山MA（瀬戸内市関係のみ記載）
  - NTT西日本
    - 西大寺収容局（岡山市） 942～944
- 備前MA（瀬戸内市関係のみ記載）
  - NTT西日本
    - 備前香登収容局（備前市） 66（0～3、5～9千番台）

## 名所・旧跡・観光スポット・祭事・催事

### 名所・旧跡・観光スポット
- 邑久
  - 夢二郷土美術館分館（少年山荘、竹久夢二生家）
  - 大平山いこいの村
  - 門田貝塚（国の史跡）
  - 瀬戸内市立邑久郷土資料館
- 長船
  - 備前長船刀剣博物館
  - 須恵古代館
  - 福岡の市跡
  - 日本一のだがし売場
- 牛窓
  - しおまち唐琴通り
  - 牛窓オリーブ園
  - 牛窓ヨットハーバー
  - 本蓮寺（国の史跡、国の重要文化財）
  - 牛窓神社
  - 海遊文化館
  - 寒風陶芸会館

### 祭事・催事
- 瀬戸内・喜之助フェスティバル（毎年8月下旬）
- 牛窓秋祭り（毎年10月第4日曜日-岡山三大だんじり祭りの一つ）
- 瀬戸内バルーンフェスティバル（毎年11月下旬）＊現在は、休止中！
- 遊・SEA・牛窓エーゲ海フェスティバル（毎年11月上旬）
- びぜんおさふね名刀まつり
- 唐子踊 - 牛窓地区で行われる。

## 出身有名人
- 天野洋一（漫画家）
- 宇喜多直家（戦国武将）
- 太田行紀（陸上選手）
- 大森勇（バスケットボール選手）
- 木下勇作（作家）
- 木村英樹（テレビせとうちアナウンサー）
- 高祖保（詩人）
- 古武弥四郎（学者）
- 柴田義董（絵師）
- 竹久夢二（画家）
- 竹田喜之助（人形師）
- 立岡脩二（政治家、プロデューサー）
- DJ KAWASAKI（DJ）
- 橋本五郎（小説家）
- 土師清二（小説家）
- バクシーシ山下（AV監督）
- 正富汪洋（詩人）
- 緑川洋一（写真家）
- 安木祥二（元プロ野球選手）

## ゆかりの有名人
- 佐竹徳 - 洋画家。大阪市出身だが、牛窓町にアトリエを構え創作活動。瀬戸内市名誉市民）
- 鈴鹿央士 - 俳優。牛窓に祖父母の家がある。鈴鹿が8歳だった2008年に収録された毎日放送のローカル番組で、お笑いコンビの千鳥がたまたま牛窓を訪れて初共演した[8]。
- 森陶岳 - 陶芸家。牛窓町寒風に居住し作品制作）

## マスコットキャラクター
- セットちゃん[9]

## 名誉市民
- 古武弥四郎
- 光田健輔
- 奥田真須二
- 戸田高吉
- 今泉濟
- 嘉数郁衛
- 竹田喜之助
- 日下連
- 平井方策
- 佐竹徳
- 服部和一郎
- 緑川洋一
- 森陶岳